# Musée Gallé-Juillet
Pour les articles homonymes, voir Gallé.
Le musée Gallé-Juillet, est situé à l'emplacement du château fort de Creil  dans le département de l'Oise, en région Hauts-de-France. Labellisé Musée de France, il regroupe deux maisons construites au XIXe siècle: la maison Gallé-Juillet et la maison de la faïence.

## Historique

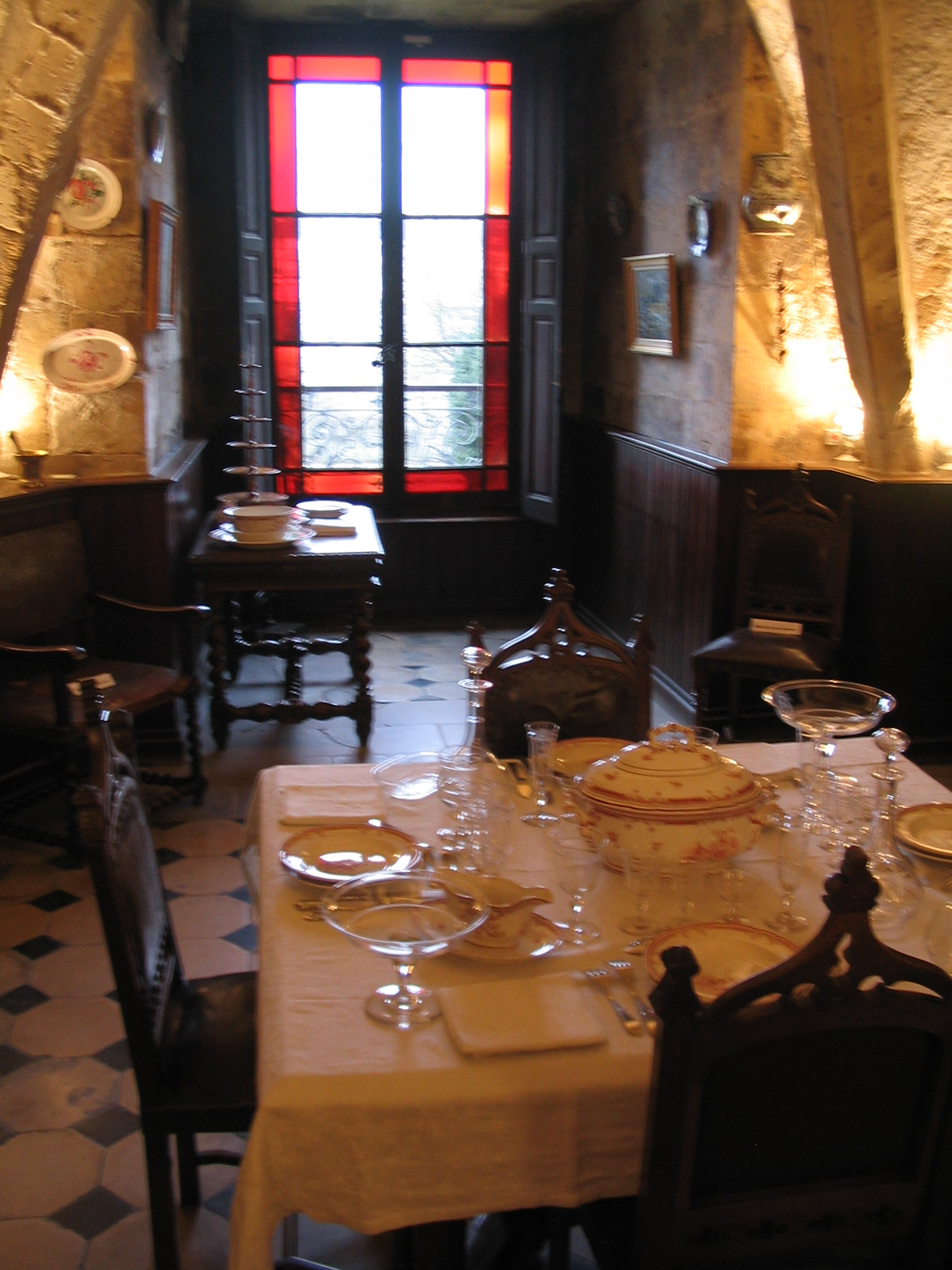
La salle à manger.

À partir de ce qu’il restait, l'une des tours, le maire de Creil, Jules Juillet, fit bâtir  entre 1846 et 1868, une maison de campagne, qui devint un cabinet de curiosité pour les amateurs d'objets anciens. Vaste demeure construite sur quatre niveaux (rez-de-chaussée, premier, second étage et grenier), 17 pièces furent aménagées. Au rez-de-chaussée, dans deux pièces on peut voir les croisées d'ogives restant de l'époque médiévale.
Le musée existe depuis la donation faite en 1929 par Mme Berthe Gallé. Cette notable creilloise, veuve d'Auguste Gallé (décédé en 1928) et portant le deuil de son fils Maurice, mort le 25 septembre 1916 pendant la Grande Guerre, lors de la bataille de la Somme, à Bouchavesnes, décida de céder sa demeure à la ville de Creil avec tous les biens qu'elle contenait. Son but étant de faire perdurer le nom des Gallé et des Juillet, sa donation impose que la maison soit conservée en l'état, comme si les habitants y vivaient encore.
Des notables logent en ce lieu : un directeur artistique de la manufacture de faïence de Creil,  l'Anglais Jacques Bagnall (1762-1825), le maire et médecin Jules Juillet (1802-1868), des bourgeois rentiers, Ernest Gallé (1836-1900), artiste peintre et collectionneur en tous genres (coquillages, fossiles par milliers, papillons, herbiers, livres d'histoire naturelle…). Cet homme[réf. nécessaire] - dont le musée possède un portrait par Maurice Boudot-Lamotte - était le cousin d'Émile Gallé, l'artiste, fondateur avec bien d'autres du mouvement de l'Art nouveau à Nancy. Pour le mariage du jeune Auguste, fils d'Ernest, avec la demoiselle Berthe Franchemont, il réalise une petite table décorée de libellules et de fleurs exotiques avec des incrustations de bois. La dédicace est : "Emile de Nancy, 8 mai 1894" (date du mariage). Les quatre pieds comportent des fleurs en forme de poire. On trouve aussi une assiette à amandes avec une dédicace concernant une certaine Philippine au sujet d'un jeu pour le premier qui trouve deux fruits tête-bêche en ouvrant ses amandes. Deux petits écussons en faïence blanche (avec les grilles de la place Stanislas de Nancy) sont aussi conservés dans ce musée.[réf. nécessaire]
Il y a ensuite son fils Auguste, puis son petit-fils Maurice Gallé. Ce dernier est destiné à prendre la succession. Il bénéficie d'une éducation privilégiée : école primaire tenue par des religieuses, un précepteur à domicile avant d'entrer au lycée Saint-Vincent à Senlis. Il y décroche son baccalauréat en 1912. Puis, il fait deux années de droit à l'Institut catholique de Paris. Puis, en l'été 1914, la Première Guerre mondiale éclate : il devient soldat. Après une formation rapide, il est envoyé au front dans les 150e et 106e R.I. Il trouve la mort le 25 septembre 1916 à Bouchavesnes dans la Somme : porté d'abord disparu, il est enterré par les Britanniques qui identifient son corps en mars 1917. Décédé sans enfants, ses parents décident de faire don de leur propriété à la ville de Creil en 1929 pour en faire un musée qui porte les noms des principaux occupants. Le premier conservateur en est le peintre Gaston Bouy.[réf. nécessaire]

## Collections
Les collections archéologiques, témoignent du passé gallo-romain de Creil notamment par le « trésor de l'écluse » constitué de plusieurs centaines de pièces en argent et en bronze.
Le musée conserve une collection d'environ 15 000 œuvres et objets des arts décoratifs, beaux-arts et ethnologie.
La maison Gallé-Juillet retrace la vie d’une famille creilloise, de la Révolution française à la Première Guerre mondiale. Sont ouverts à la visite : 
- la cuisine,
- la salle à manger,
- le salon,
- le bureau-fumoir,
- le cabinet de curiosité et avec sa collection de coquillages,
- les chambres à coucher...

La collection d’arts décoratifs présente des meubles estampillés, des œuvres d'Émile Gallé, des céramiques et des tableaux, une collection de jouets anciens et un théâtre d'enfant,
L'histoire de la faïencerie de Creil est évoquée à travers l'exposition de 600 faïences fines de Creil.

## La faïencerie

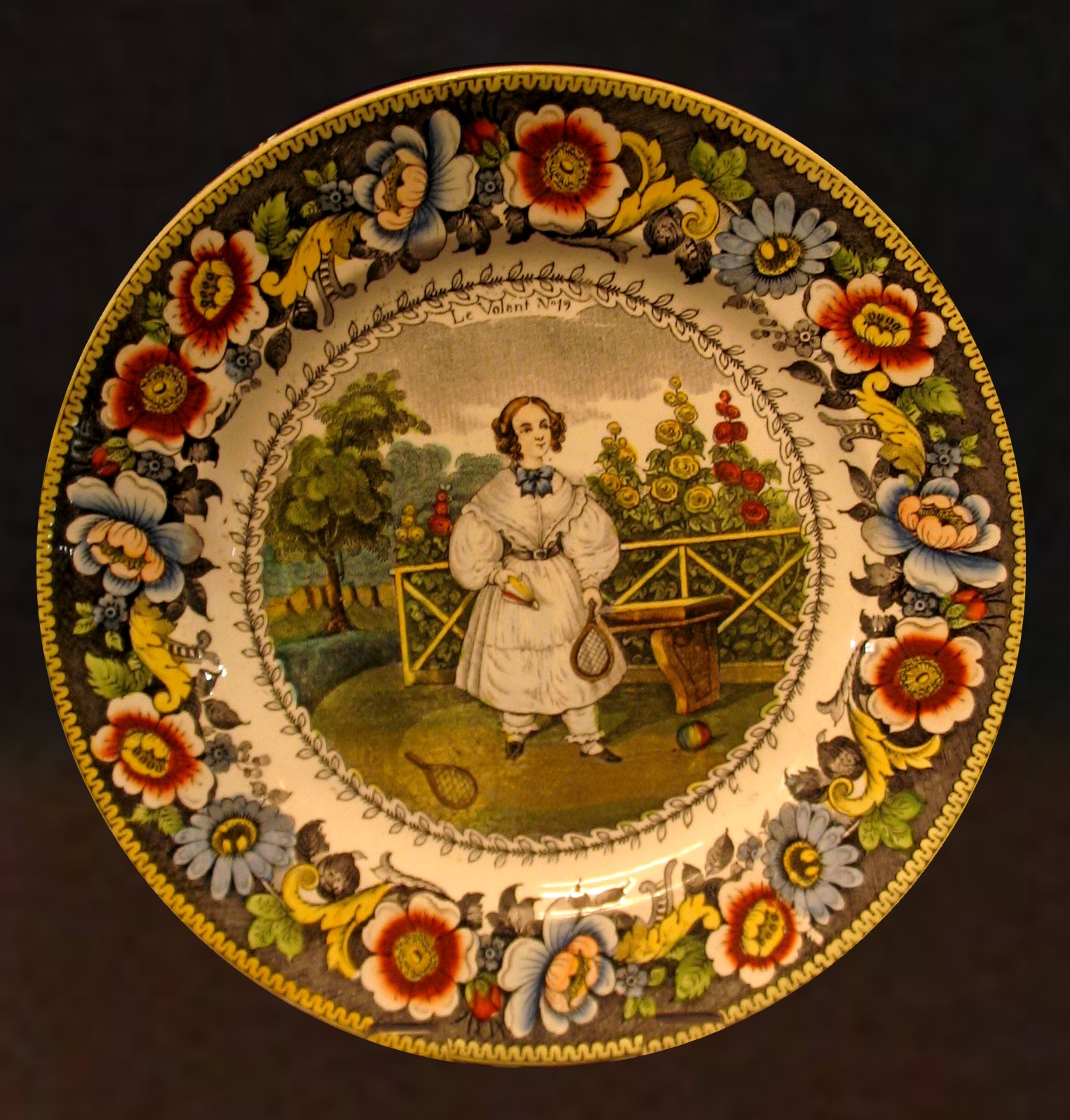
Assiette en faïence fine à décor imprimé et peint sous glaçure, Faïence de Creil, 1827-1840, Musée Gallé-Juillet de Creil

La manufacture de faïence est fondée une première fois le 7 prairial An V (le 26 mai 1797) par un cristallier parisien, Robert Bray O'Reilly. Elle ne dure qu'un peu plus d'une année.

Le développement de cet établissement est durablement lancé à partir de 1802. En 1840 la manufacture emploie 700 ouvriers. Elle ferme ses portes en 1895.
Plusieurs directeurs et propriétaires marquent cette manufacture de leur empreinte :
- Jacques Bagnall (né en Angleterre en 1762, élève de Josiah Wedgwood) qui, après un passage à la porcelainerie de Chantilly, vient travailler à Creil à partir de 1802. Là, devenu directeur, il crée des pièces superbes, en copiant sur le style Wedgwood ; en témoignent les pièces de services dites en grès fin noir, exposées au musée de Creil, certaines soupières, et le cratère sur fond jaune au lieu du bleu typique du maître anglais.
- Charles Gaspard Alexandre Saint-Cricq-Casaux, propriétaire et actionnaire principal (à partir de 1811) de la manufacture. Il réussit la fusion avec la manufacture de Montereau en 1819.
- Louis Martin Lebeuf (1792-1854) et Jean Baptiste Gratien Milliet (1797-1875), les Anglais Georges Vernon, père et fils, directeur et sous-directeur jusqu'en 1849 : ils introduisent la porcelaine tendre à Creil.
- Henry Félix Anatole Barluet (né en 1820) succède aux Vernon. Il est maire de Creil jusqu'à sa mort.

La manufacture est le premier employeur de la ville de Creil pendant des décennies. En 1866, le recensement de population cite 503 personnes domiciliées à Creil et qui y travaillent, sur une population totale de 4 539 Creillois. Dans le détail, il y a 349 ouvriers, 129 ouvrières, 12 ingénieurs, employés et directeur, et 3 domestiques. Le premier employeur du bassin creillois était les Forges de Montataire comptant 1 700 employés.

## Fréquentation
| Année | Entrées gratuites | Entrées payantes | Total |
| ----- | ----------------- | ---------------- | ----- |
| 2001  | 457               | 2 703            | 3 160 |
| 2002  | 1 695             | 1 334            | 3 029 |
| 2003  | 2 074             | 1 996            | 4 070 |
| 2004  | 2 904             | 1 455            | 4 359 |
| 2005  | 2 118             | 2 443            | 4 561 |
| 2006  | 3 196             | 2 402            | 5 598 |
| 2007  | 4 032             | 2 369            | 6 401 |
| 2008  | 4 300             | 1 665            | 5 965 |
| 2009  | 5 392             | 2 521            | 7 913 |
| 2010  | 5 860             | 2 174            | 8 034 |
| 2011  | 5 604             | 2 837            | 8 441 |
| 2012  | 5 757             | 2 796            | 8 553 |
| 2013  | 5 130             | 2 067            | 7 197 |
| 2014  | 6 069             | 1 710            | 7 779 |
| 2015  | 4 811             | 1 281            | 6 092 |
| 2016  | 5 647             | 1 348            | 6 995 |
| 2017  | 2 820             | 4 845            | 7 665 |